# Maurycy Mochnacki

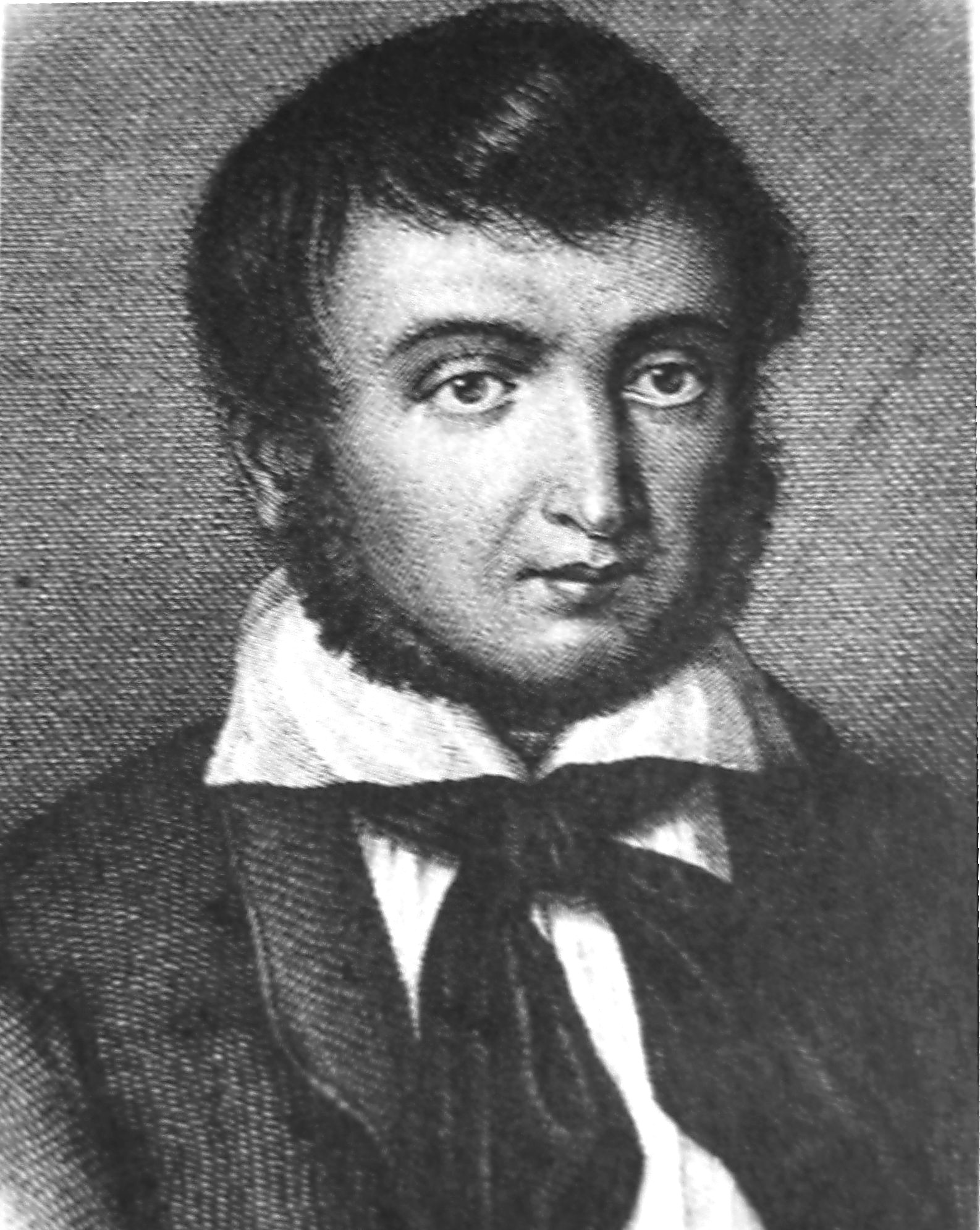
Maurycy Mochnacki; Zeitgenössischer Stich

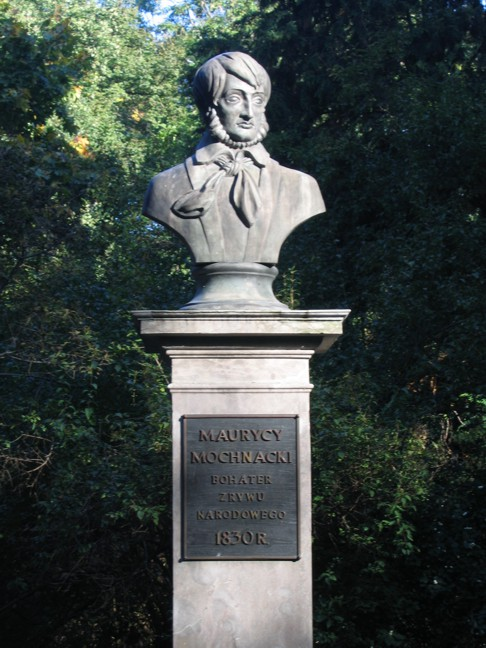
Büste Maurycy Mochnackis im Łazienki-Park in Warschau

Maurycy Mochnacki (* 13. September 1803 in Bojaniec nahe Żółkiew; † 20. Dezember 1834 in Auxerre) war ein polnischer Historiker, Literaturkritiker und Revolutionär. Er war ein Vertreter der Polnischen Romantik.

## Leben
Mochnacki wuchs im von Kaiserreich Russland abhängigen Kongresspolen auf. Bereits als Student der Rechtswissenschaften an der Universität Warschau engagierte er sich in geheimen polnischen Organisationen. Im Jahre 1823 wurde er jedoch verhaftet. Während der Verhöre beschuldigte er einen seiner Professoren und arbeitete anschließend etwa ein halbes Jahr lang für die Zensurbehörde. Später betätigte er sich als Literaturkritiker und veröffentlichte zahlreiche Rezensionen und Artikel in verschiedenen Zeitschriften, wobei er sich als einer der aktivsten Romantiker des Landes profilierte. So philosophierte er bereits 1827 in einem Artikel über den Kern der polnischen Nation: „Die Essenz einer Nation ist keine Ansammlung von Leuten, die auf einem Gebiet leben, das von bestimmten Grenzen definiert wird, sondern eher die Gesamtheit von deren Ideen, Gefühlen und Gedanken. Diese Ideen, Gefühle und Gedanken resultieren notwendigerweise aus der Geschichte, Religion, Legislation, Traditionen usw.“ Ausgehend von dieser Philosophie war es möglich, dass eine Nation auch ohne die Existenz eines Staates überleben konnte. Wie er später in seinem Werk über die polnische Literatur noch schrieb, „wurde das Land geteilt, aber eben nur das Land; das was die Essenz einer Nation ausmacht, wurde bewahrt. Die Nation verlor ihre politische Existenz [...] aber sie verlor nicht ihre soziale Bindung; sie verlor nicht ihr soziales Dasein, welches sogar noch gestärkt wurde, welches sogar noch nach größerer Perfektion strebte.“ In dieser Hinsicht war Mochnacki ein Begründer des frühen romantischen Nationalismus in Polen, welchen er mit dem romantischen Idealismus verband. Polen repräsentierte nicht nur eine Nation, sondern stand auch für höhere Ideale wie Freiheit, Gerechtigkeit und Brüderlichkeit.
Während des Novemberaufstandes führte er 1830 eine Gruppe gegen die russischen Behörden in Warschau an. Bald darauf gründete er den »Patriotischen Klub« (Klub Patriotyczny), der radikale Angehörige der polnischen Intelligenz angehörten. Dem neuen Oberbefehlshaber General Józef Chłopicki warf er Verrat vor und trat gegen eine Verständigung mit Russland ein. Stattdessen sollte eine nationale Regierung ins Leben gerufen werden. Eine soziale Revolution sollte den Bauern volle Bürgerrechte sichern. 
Er stellte nunmehr eine Verbindung zwischen den moralischen Werten der Dichtkunst und dem bewaffneten Kampf her, indem er 1831 in seinem Hauptwerk »Über die polnische Literatur« (O literaturze polskiej) postulierte: „Es ist an der Zeit nicht länger über die Kunst zu schreiben [...] unser Leben ist bereits Dichtung. Unser Metrum wird fortan das Klirren der Schwerter, unser Reim das Donnern der Geschütze sein.“ Als der Krieg unvermeidlich wurde, trat er deshalb im Februar 1831 als Freiwilliger in die polnische Armee ein und nahm an der Schlacht bei Wawer und der Schlacht bei Ostrołęka teil. Nach einer schweren Verwundung verließ er den Militärdienst und betätigte sich wieder als Revolutionär. Doch nur kurze Zeit später wurde er vom Warschauer Gouverneur General Wojciech Chrzanowski verhaftet. Ihm gelang die Flucht nach Frankreich, wo er sich im linken Spektrum der polnischen Emigration engagierte. Sein Hauptwerk aus dieser Zeit war das Buch »Der Aufstand der polnischen Nation 1830 und 1831« (Powstanie narodu polskiego w r. 1830 i 1831). Wenig später verstarb er verarmt.